# Кулиев, Мустафа Закария оглы
Мустафа Закария оглы Кулиев (азерб. Mustafa Zəkəriyyə oğlu Quluyev; 18 [30] января 1893, Нуха, Елизаветпольская губерния — 3 июля 1938, Баку) — азербайджанский литературовед, критик и публицист. Член Союза писателей Азербайджана с 1934 года. Народный комиссар просвещения Азербайджанской ССР (1922—1928). Первый главный редактор журнала «Азербайджанская школа».

## Биография
Мустафа Кулиев родился в 1893 году в городе Нуха (ныне Шеки, Азербайджан). В 1913 году окончил Тифлисскую гимназию и поступил на физико-математический факультете Киевского университета. Во время учёбы в Киеве увлёкся революционными идеями, принимал участие в студенческих демонстрациях. В дни Октябрьской революции находился в Киеве, активно занимался революционной деятельностью. В январе 1918 года вступил в партию большевиков, вскоре был избран председателем мусульманской секции Киевской организации РКП(б). В 1918 году вернулся в Баку, затем отправился в Ленкоранский уезд, где занялся подпольной деятельностью.
После советизации Азербайджана занимался борьбой с контрреволюцией, организовал первые в республике комбеды. Сыграл важную роль в общественно-политической жизни Азербайджана, преимущественно в вопросах просвещения. Был председателем Ленкоранского районного революционного комитета (1920), секретарём Черногородского райкома АКП(б) (1921—1922), народным комиссаром просвещения Азербайджанской ССР (1922—1928). Был ответственным редактором журналов «Маариф ве меденият» («Образование и культура») (1923—1926), «Ингилаб ве меденият» («Революция и культура») (1929—1932) и секретарём Азербайджанской ассоциации пролетарских писателей.
Мустафа Кулиев был одним из первых марксистских литературных критиков Азербайджана. Как отмечала Литературная энциклопедия, «правильно оценивая некоторые произведения пролетарской литературы, он однако недостаточно правильно вскрывает классовую сущность процессов, происходящих в пролетарской литературе и среди попутчиков: Кулиев смешивает близких нам писателей попутчиков с пролетарской литературой». Кулиев также занимался организацией театральной и музыкальной жизни Азербайджана, был сторонником реформы музыкальной культуры республики и перехода от восточной музыкальной технике к европейской.

### Арест. Казнь
В 1937 году он был арестован по обвинению в участии в «националистической организации» в Наркомпросе АзССР и приговорён к смертной казни. Реабилитирован 15 сентября 1956 года (посмертно).

## Сочинения
- «Azərbaycanda Oktyabr düşmənləri» (1927)
- «Mədəni inqilab və islam» (1928)
- «Türk qadınının yolu» (1930)
- «Oktyabr və türk ədəbiyyatı» (1930)
- «Cinayət nədir və hardan baş verir» (1935)